# Pipinovci
Pipinovci nebo Arnulfingové byli během merovejského období franská aristokratická rodina původem z Austrasie. Po roce 687 ovládli úřad majordoma královského paláce, kterým vládli stále větší mocí slábnoucím Merovejcům až nakonec v roce 751 pro sebe uzurpovali královský trůn a založili karolinskou dynastii.

## Historie
Jména Pipin a Arnulfing jsou konvence odrážející tvrzení, že rodina vysledovala svůj původ od dvou současníků, Arnulfa z Met a Pipina z Landenu, prostřednictvím manželství Arnulfova syna Ansegisela a Pipinovy dcery Beggy. Opakování jména Pipin v rodině vedlo anonymního autora análů Annales Mettenses priores k označení rodiny jako Pipinovci. V užším slova smyslu jsou Pipinovci potomci Pipina z Landenu, Arnulfové potomci Arnulfa z Met. Oba rody se překrývají pouze v osobě Pipina II. Prostředního, syna Ansegisela a Beggy a jeho potomků.
Od konce 8. století byl vzestup Pipinovců velmi rychlý, merovejští králové byli vylíčeni jako rois fainéants („líní králové“), jako pouhé loutky v rukách majordomů dynastie Pipinovců. Po vítězství Pipinovců v bitvě u Tertry v roce 687 rozšířil Pipin II. Prostřední svůj vliv na Neustrii. Po jeho smrti v roce 714 následovaly roky občanské války mezi jeho nástupci. V roce 718 převzal kontrolu nad Austrasií a Neustrií jeho mladší syn Karel Martel. Jeho potomci byli prvními Karlovci. Potomci Karlova bratra Childebranda jsou naopak známí jako Nibelungidové.

## Majordomové
Nejvýznamnější majordomové z dynastie Pipinovců:
- Pipin I. Starší – austrasijský majordomus 615–629, 639–640, zakladatel dynastie
- Pipin II. Prostřední – austrasijský majoromus 676–714
- Karel Martel – majordomus Austrasie a Neustrie 714–741, faktický vládce franské říše

## Členové rodu
- Pipin I. Starší (cca 580 – 640) + Itta Idoberga (svatá Iduberga)
  - Grimoald Starší (616?–657)
    - Childebert Adoptovaný (650?–662)

  - svatá Gertruda (cca 626 – 659)
  - svatá Begga (620?–691/693) + Ansegisel, syn sv. Arnulfa z Met
    - Pipin II. Prostřední (635?–714)
      - Drogo z Champagne († 708)
        - sv. Hugo z Rouenu

      - Grimoald Mladší († 714)
        - Theudoald (708?–741?)

      - Karel Martel (688?–741)
        - Karloman (706/716–754)
        - Pipin III. Krátký – zakladatel dynastie Karlovců